# Elecciones presidenciales de Argentina de 1995
En las elecciones presidenciales de Argentina de 1995 fue reelegido como presidente de la Nación el peronista Carlos Menem, candidato de una coalición informal del Partido Justicialista con partidos liberal-conservadores de centro-derecha, quien venció en primera vuelta al también peronista José Octavio Bordón, candidato de una escisión del Partido Justicialista aliada con otras fuerzas bajo el nombre de Frente País Solidario (FREPASO). Por primera vez desde 1916, el radicalismo no figuró entre las dos fuerzas políticas más votadas, quedando relegado al tercer lugar, quebrándose la estructura bipartidista peronista/radical, que caracterizó a la Argentina desde 1946.
Las elecciones se realizaron según las reglas del texto constitucional definido por la reforma de 1994, que establecieron el sufragio directo del presidente y vicepresidente, el acortamiento del mandato de seis a cuatro años, la posibilidad de una reelección inmediata y una segunda vuelta electoral (balotaje) entre los dos candidatos más votados, si ninguno obtenía en la primera vuelta una ventaja sustancial. La reforma constitucional había establecido también que el período presidencial 1989-1995 sería considerado como primer mandato y que el mandato del presidente elegido en 1995 finalizaría el 10 de diciembre de 1999, una norma excepcional que buscaba volver a sincronizar el mandato presidencial con los demás mandatos constitucionales, luego del desfasaje causado por la dimisión anticipada del presidente Alfonsín en 1989.
Menem ganó en 23 de los 24 distritos electorales (En la Ciudad de Buenos Aires ganó Bordón).

## Antecedentes
El Partido Justicialista había sido fundado por Juan Domingo Perón en 1946, en gran parte bajo la promesa de una mayor autosuficiencia, un aumento de la intervención estatal en la economía y un cambio en la política nacional para beneficiar a «la otra mitad» de la sociedad argentina. Al asumir la presidencia en julio de 1989, en medio de un proceso hiperinflacionario, el peronista Carlos Menem inició la privatización sistemática de las empresas estatales de Argentina, que hasta entonces producían casi la mitad de los bienes y servicios de la Nación. Después de dieciocho meses de resultados muy variados, en febrero de 1991, Menem nombró ministro de Economía a su ministro de Relaciones Exteriores, Domingo Cavallo, cuya experiencia como economista incluyó un período breve pero en gran parte positivo como presidente del Banco Central de la República Argentina en 1982. Su introducción de un tipo de cambio fijo a través de su Plan de Convertibilidad llevó a fuertes caídas en los tipos de interés y la inflación, el tipo de cambio (convertido a 1 peso por dólar en 1992) dio lugar a un salto de cinco veces en las importaciones (muy por encima del crecimiento de la demanda).
Una ola de despidos después de 1992 creó un tenso clima laboral a menudo empeorado por el extravagante Menem, que también diluyó las leyes laborales básicas, llevando a menos horas extras y aumentando el desempleo y el subempleo. A los despidos del sector privado, desestimados como una consecuencia natural de la recuperación de la productividad (que no había aumentado en veinte años), se sumaron a los despidos de las empresas estatales y a los despidos del gobierno, lo que provocó un aumento del desempleo del 7 % en 1992 al 12 % en 1994 (al mismo tiempo que el PBI había aumentado un tercio en sólo cuatro años). En esta política, la ironía era la mayor debilidad de los Justicialistas de cara a las elecciones de 1995.
La elección misma contó con otro giro inesperado. Teniendo prohibida la reelección inmediata por la constitución de 1853, Menem se reunió con el líder de la oposición, Raúl Alfonsín, expresidente de la Nación y Presidente del Comité Nacional de la Unión Cívica Radical, en la Quinta de Olivos, en noviembre de 1993 para negociar una amplia reforma constitucional. Los dos dirigentes resolvieron que la reforma sería para beneficio mutuo: la UCR se aseguraba la autonomía para la Ciudad de Buenos Aires y la creación de un Jefe de Gobierno elegido directamente para dicha entidad federal, siendo que hasta entonces el Intendente de Buenos Aires era elegido por el presidente de la nación; y un aumento del Senado de 48 a 72 asientos (3 por provincia, 2 para la mayoría y 1 para la minoría), lo que daba a la oposición una mayor representación. Menem, a cambio, podría presentarse a la reelección. El llamado Pacto de Olivos garantizaba también que Menem no se presentaría a un tercer mandato, pues al momento de realizarse la reforma, se reconoció al primer mandato de Menem como primer período constitucional, y se decidió extender el segundo mandato hasta el 10 de diciembre de 1999.
Los dos hombres se enfrentaron a disensiones dentro de las filas de sus respectivos partidos después del anuncio de la reforma constitucional de 1994. El candidato de Alfonsín en las primarias de la UCR, el gobernador de la provincia de Río Negro Horacio Massaccesi, derrotó a Federico Storani y a Rodolfo Terragno en gran parte por su oposición al Pacto de Olivos. Menem, a su vez, había perdido el apoyo de varios diputados y senadores luego de que Carlos Chacho Álvarez separara del PJ a un grupo de izquierda y centroizquierda en rebelión por las privatizaciones de Menem y los escándalos de corrupción que azotaban su gobierno. Su partido Frente Grande había adquirido popularidad tras aliarse con el ex Peronista José Octavio Bordón, creando el Frente País Solidario (FREPASO), que agregaba también a los socialistas.

## Reglas electorales
Las reglas electorales fundamentales que rigieron la elección presidencial fueron establecidas en la reforma constitucional de 1994, realizada el año anterior sobre la base de un acuerdo entre los dos partidos mayoritarios.
Las principales reglas electorales para la elección presidencial fueron:
- Sufragio directo (antes era indirecto)
- Debían elegirse juntos el presidente y vicepresidente (antes el Colegio electoral tenía amplias facultades para elegir quienes serían presidente y vicepresidente)
- Segunda vuelta electoral en caso de que el ganador de la primera vuelta no alcanzara el 45% de los votos, o que superando el 40% de los votos, tuviera una diferencia con el segundo menor a 10 puntos porcentuales. Antes la elección se hacía en una sola vuelta y el presidente debía elegirse por mayoría absoluta del Colegio electoral.
- Mandato presidencial de cuatro años, con posibilidad de una sola reelección inmediata. La Reforma de 1994 acortó el mandato presidencial (antes era seis años) y dispuso que el mandato 1989-1995 contaba como primer período.

Excepcionalmente, para esta sola oportunidad, la Reforma constitucional de 1994 (cláusula transitoria décima) estableció que el mandato presidencial 1995-1999, duraría más de cuatro años, comenzando el 8 de julio y finalizando el 10 de diciembre. La razón de esta excepción fue corregir el desarreglo que había producido la renuncia del presidente Alfonsín en 1989, obligando al presidente Menem a iniciar su mandato cinco meses y dos días antes, causando así un desfasaje entre el inicio de los períodos presidenciales (8 de julio) y los períodos legislativos (10 de diciembre).

## Candidaturas

### Partido Justicialista
| | |
| Carlos Menem | Carlos Ruckauf |
| para presidente | para vicepresidente |
| [[File:Menem con banda presidencial.jpg\|450px\|alt={{{Alt\|{{{descripción}}}]] | [[File:Carlos Ruckauf.png\|350px\|alt={{{Alt\|{{{descripción}}}]] |
| Presidente de la Nación Argentina (1989-1995) | Ministro del Interior (1993-1995) Diputado de la Nación Argentina por la provincia de Buenos Aires (1987-1989) y (1991-1993) |
| Candidatura apoyada por: \| - Partido Justicialista - Unión del Centro Democrático - Partido Federal (Nacional) - Partido Renovador de Salta - Acción Chaqueña - Partido Bloquista - Movimiento Popular Jujeño - Movimiento por la Autonomía Política Jujeña - Movimiento Popular Chubutense - Frente de los Jubilados - Frente Recuperación Ética: - Partido Conservador Popular - Movimiento Línea Popular \| - Frente Justicialista (Catamarca)[nota 1] - Frente Justicialista (Entre Ríos)[nota 2] - Frente Justicialista (Santiago del Estero)[nota 3] - Frente Justicialista Popular (Jujuy)[nota 4] - Frente Justicialista Popular (Misiones)[nota 5] - Frente Justicialista Popular (San Juan)[nota 6] - Frente para el Cambio (Río Negro)[nota 7] - Frente Justicialista para la Victoria (Salta)[nota 8] - Frente de la Esperanza (Tucumán)[nota 9] \| | |
| - Partido Justicialista - Unión del Centro Democrático - Partido Federal (Nacional) - Partido Renovador de Salta - Acción Chaqueña - Partido Bloquista - Movimiento Popular Jujeño - Movimiento por la Autonomía Política Jujeña - Movimiento Popular Chubutense - Frente de los Jubilados - Frente Recuperación Ética: - Partido Conservador Popular - Movimiento Línea Popular | - Frente Justicialista (Catamarca) - Frente Justicialista (Entre Ríos) - Frente Justicialista (Santiago del Estero) - Frente Justicialista Popular (Jujuy) - Frente Justicialista Popular (Misiones) - Frente Justicialista Popular (San Juan) - Frente para el Cambio (Río Negro) - Frente Justicialista para la Victoria (Salta) - Frente de la Esperanza (Tucumán) |

Tras la reforma constitucional, que habilitaba la reelección presidencial por un segundo período consecutivo, el propio Carlos Menem podía optar por un segundo mandato. Finalizado el Pacto de Olivos y al igual que Alfonsín, Menem debió enfrentar una fuerte disensión dentro del Partido Justicialista entre los que estaban de acuerdo con que Menem fuera nuevamente su candidato presidencial y los que no. Antes de la reforma, el gobierno de Menem ya enfrentaba un fuerte descontento en el seno del justicialismo por sus políticas económicas liberales y su notorio alejamiento de la doctrina peronista, sobre todo de parte del sector de izquierda y centroizquierda del partido. Sin embargo, debido a que la mayoría de su oposición interna abandonó el PJ para fundar el Frente País Solidario o presentar listas legislativas separadas, Menem no tuvo grandes problemas para obtener nuevamente la candidatura justicialista a la presidencia de la Nación. Su compañero de fórmula esta vez sería Carlos Ruckauf, ya que Eduardo Duhalde, el exvicepresidente, había abandonado el cargo en 1991 al ser elegido gobernador de la provincia de Buenos Aires. En dicha provincia, Duhalde logró también reformar la constitución, mediante un plebiscito, y fue habilitado para presentarse a la reelección.

### Unión Cívica Radical
| |                                                                            |
| Horacio Massaccesi                                                                                                   | Antonio M. Hernández                                                       |
| para presidente | para vicepresidente                                                        |
| [[File:Silver - replace this image male.svg\|250px\|alt={{{Alt\|{{{descripción}}}]]                                  | [[File:Antonio_María_Hernández.png\|400px\|alt={{{Alt\|{{{descripción}}}]] |
| Gobernador de Río Negro (1987-1995)                                                                                  | Diputado nacional por Córdoba (1991-1995)                                  |
| Candidatura apoyada por: - Unión Cívica Radical - Movimiento de Integración y Desarrollo - Partido Federal (Córdoba) |                                                                            |

El Pacto de Olivos tuvo un impacto muy negativo sobre la Unión Cívica Radical que en las elecciones de convencionales constituyentes obtuvo el menor porcentaje de su historia hasta entonces (19,9%), aún ganando en las cuatro provincias que gobernaba (Córdoba, Chubut, Río Negro y Catamarca). La irrupción del Frente Grande representó un gran peligro para el bipartidismo en general y la UCR en particular.
En 1994 la UCR debió definir mediante una primaria interna quién sería el candidato presidencial para las elecciones de 1995. Participaron aproximadamente 750.000 afiliados. En el marco de fuertes enfrentamientos que se referían a la discusión entre pactistas y antipactistas, Eduardo Angeloz, que había ganado las anteriores primarias con más del 88% de los votos y había quedado en segundo lugar en las elecciones de 1989, declinó su precandidatura presidencial. Finalmente, a fines de 1994, se impuso la fórmula integrada por el gobernador de Río Negro Horacio Massaccesi y el diputado cordobés y convencional constituyente Antonio María Hernández, sostenidos por Alfonsín y Angeloz, relegando a la fórmula compuesta por Federico Storani y Rodolfo Terragno, apoyados por Juan Manuel Casella, Víctor Fayad, Fernando de la Rúa, Horacio Usandizaga, y Sergio Montiel.
La candidatura de Massaccesi fue apoyada a su vez por el Partido Federal de Córdoba, y el Movimiento de Integración y Desarrollo, aunque a diferencia de otros competidores no suscribieron una alianza formal.
|  | 62.11 % |

|  | 37.89 % |

### Frente País Solidario
| FREPASO |                                                                                    |
| |                                                                                    |
| José Octavio Bordón | Carlos Álvarez                                                                     |
| para presidente | para vicepresidente                                                                |
| [[File:José Octavio Bordón.png\|240px\|alt={{{Alt\|{{{descripción}}}]] | [[File:Carlos Chacho Álvarez (cropped).jpg\|225px\|alt={{{Alt\|{{{descripción}}}]] |
| Senador de la Nación por la provincia Mendoza (1992-1996) Gobernador de Mendoza (1987-1991) | Diputado nacional por Capital Federal (1993-1999)                                  |
| Partidos que integraban la alianza: - Movimiento de Izquierda - Frente País Solidario: - Partido Demócrata Cristiano - Democracia Popular para el Frente Social - Frente Grande - Partido Intransigente - Política Abierta para la Integridad Social - Partido Socialista Democrático - Partido Socialista Popular - Cruzada Frente Grande: - Cruzada Renovadora - Frente Grande - Partido Intransigente - Partido Demócrata Cristiano - Frente PAIS: - Política Abierta para la Integridad Social - Frente de Liberación 12 de Mayo |                                                                                    |

El Frente País Solidario, abreviado como FREPASO, se estableció en octubre de 1994 como una coalición entre los partidos Frente Grande y Política Abierta para la Integridad Social (PAIS). Posteriormente adhirieron al pacto el Partido Intransigente, y los dos herederos del dividido Partido Socialista (el PSP y el PSD). El Frente Grande fue fundado por Carlos Álvarez en 1993 como un desprendimiento del Partido Justicialista, logrando atraer a los votantes descontentos con la reforma en las elecciones de convencionales constituyentes de 1994.
Aunque varios dirigentes de izquierda, como Fernando "Pino" Solanas se separaron del Frente Grande por su moderado programa económico, hacia 1995 el nuevo FREPASO había logrado atraer a varios radicales y peronistas inconformes con sus respectivos partidos, perfilándose como la primera amenaza seria al bipartidismo peronista-radical, imperante en el país desde 1946. Pese a esta distinción, el FREPASO carecía de peso electoral fuera de los grandes centros urbanos (Gran Buenos Aires, Rosario, Capital Federal, etc.) y no tenía una dirigencia organizada o integrada, lo que lo convertía en una fuerza electoral inestable.
A finales de 1994, al igual que la UCR, el FREPASO celebró una elección primaria abierta para decidir quien sería su candidato presidencial en 1995. La disputa se dio entre José Octavio Bordón, líder de PAIS, y Álvarez. Dado que la interna fue abierta, el resultado no quedó demasiado claro, con Bordón imponiéndose por escaso margen ante Álvarez. La participación en la primaria fue de medio millón de votantes, siendo la tercera primaria de las realizadas ese año con mayor participación. Álvarez concurrió de todas formas a las elecciones como compañero de fórmula de Bordón, estando representados, de este modo, los dos mayores partidos de la coalición en la fórmula presidencial.
| Presidente                              | Presidente                              | Presidente                              | Partido                                 | Votos       | Porcentaje |
| --------------------------------------- | --------------------------------------- | --------------------------------------- | --------------------------------------- | ----------- | ---------- |
| José Octavio Bordon                     |                                         | José Octavio Bordon                     | PAIS                                    | Desconocido | —          |
| Carlos Álvarez                          |                                         | Carlos Álvarez                          | Frente Grande                           | Desconocido | —          |
| Total de votos válidos                  | Total de votos válidos                  | Total de votos válidos                  | Total de votos válidos                  |             | —          |
| Total de votos emitidos (participación) | Total de votos emitidos (participación) | Total de votos emitidos (participación) | Total de votos emitidos (participación) | 500.000     | —          |

### Otras candidaturas
| | | | | |                       | | | | |                     |                     |
| Aldo Rico | Julio César Pezzano | Fernando Solanas | Carlos Imizcoz | Fernando de Zavalía                                                                                      | Pedro Benejam         | Luis Zamora                                                                                         | Silvia Susana Díaz                                                                                  | Jorge Altamira | Norma Molle | Mario Mazzitelli    | Alberto Fonseca     |
| para presidente | para vicepresidente | para presidente | para vicepresidente | para presidente                                                                                          | para vicepresidente   | para presidente                                                                                     | para vicepresidenta                                                                                 | para presidente | para vicepresidenta | para presidente     | para vicepresidente |
| [[File:Aldo Rico (cropped).jpg\|300px\|alt={{{Alt\|{{{descripción}}}]]                                                                 | | [[File:1985 Fernando Ezequiel "Pino" Solanas 03.jpg\|300px\|alt={{{Alt\|{{{descripción}}}]]                                                                                   | | |                       | [[File:Luis Zamora - Diputados.jpg\|275px\|alt={{{Alt\|{{{descripción}}}]]                          | | | |                     |                     |
| Diputado nacional por Capital Federal (1993-1997)                                                                                      | Dirigente de jubilados | Convencional constituyente por Buenos Aires (1994) | | Diputado nacional por Buenos Aires (1989-1993)                                                           |                       | Periodista                                                                                          | | Comerciante | |                     |                     |
| Partidos que integraban la alianza: - Movimiento por la Dignidad y la Independencia - Fuerza Republicana - Partido de la Independencia | Partidos que integraban la alianza: - Movimiento por la Dignidad y la Independencia - Fuerza Republicana - Partido de la Independencia | Partidos que integraban la alianza: - Partido Comunista - Partido del Trabajo y del Pueblo - Frente por la Democracia Avanzada - Partido Socialista Obrero para la Liberación | Partidos que integraban la alianza: - Partido Comunista - Partido del Trabajo y del Pueblo - Frente por la Democracia Avanzada - Partido Socialista Obrero para la Liberación | Partido sin alianza                                                                                      | Partido sin alianza   | Partido sin alianza                                                                                 | Partido sin alianza                                                                                 | Partidos que integraban la alianza: - Frente de Unidad Trabajadora - Partido Obrero | Partidos que integraban la alianza: - Frente de Unidad Trabajadora - Partido Obrero | Partido sin alianza | Partido sin alianza |
| | | | | |                       | | | | |                     |                     |
| Lía Méndez | Liliana Ambrosio | Alcides Christiansen | José Montes | Humberto Tumini                                                                                          | Jorge Emilio Reyna    | Amílcar Santucho                                                                                    | Irma Antognazzi                                                                                     | Ricardo Alberto Paz | Adolfo González Chaves |                     |                     |
| para presidenta | para vicepresidenta | para presidente | para vicepresidente | para presidente                                                                                          | para vicepresidente   | para presidente                                                                                     | para vicepresidenta                                                                                 | para presidente | para vicepresidente |                     |                     |
| | | | | [[File:Humberto Tumini lanzó su pre-candidatura a Presidente.png\|250px\|alt={{{Alt\|{{{descripción}}}]] |                       | | | | |                     |                     |
| Abogada | | | Dirigente gremial | Exguerrillero del ERP                                                                                    | Exguerrillero del ERP | | | | |                     |                     |
| Partido sin alianza | Partido sin alianza | Partidos que integraban la alianza: - Movimiento al Socialismo - Partido de los Trabajadores Socialistas                                                                      | Partidos que integraban la alianza: - Movimiento al Socialismo - Partido de los Trabajadores Socialistas                                                                      | Partido sin alianza                                                                                      | Partido sin alianza   | Partidos que integraban la alianza: - Movimiento Democrático Popular Antiimperialista - Solidaridad | Partidos que integraban la alianza: - Movimiento Democrático Popular Antiimperialista - Solidaridad | Partidos que integraban la alianza: - Partido Nacionalista Constitucional - Partido Demócrata Conservador - Movimiento Popular Bonaerense - Defensa Provincial - Bandera Blanca - Federación Socialista Auténtico | Partidos que integraban la alianza: - Partido Nacionalista Constitucional - Partido Demócrata Conservador - Movimiento Popular Bonaerense - Defensa Provincial - Bandera Blanca - Federación Socialista Auténtico |                     |                     |

## Acceso a boletas
En estas elecciones los candidatos podían aparecer en más de una boleta, por ejemplo en la Provincia de Córdoba Menem y Ruckauf fueron candidatos del PJ y de la UCEDE; y podían no estar en todas las provincias, por ejemplo López de Zavalía y Benejam fueron candidatos sólo en la Provincia de Tucumán. 
| Provincia           | Menem/ Ruckauf                                                                                                   | Bordón/ Álvarez                       | Massaccesi/ Hernández      | Rico/ F. Pezzano              | Solanas/ Imizcoz | L. de Zavalía/ Benejam | Zamora/ Díaz   |
| Provincia           | 24 provincias | 24 provincias                         | 24 provincias              | 24 provincias                 | 22 provincias    | 1 provincia            | 24 provincias  |
| ------------------- | --- | ------------------------------------- | -------------------------- | ----------------------------- | ---------------- | ---------------------- | -------------- |
| Buenos Aires        | - PJ | - FREPASO                             | - UCR                      | - MODIN                       | - Alianza Sur    | —                      | - MST          |
| Capital Federal     | - PJ - UCEDE - PF - Frente Recuperación Ética                                                                    | - FREPASO                             | - UCR                      | - MODIN                       | - Alianza Sur    | —                      | - MST          |
| Catamarca           | - Frente Justicialista                                                                                           | - FREPASO                             | - UCR                      | - MODIN                       | - Alianza Sur    | —                      | - MST          |
| Chaco               | - PJ - UCEDE - Acción Chaqueña                                                                                   | - FREPASO - Movimiento de Izquierda   | - UCR                      | - MODIN                       | - Alianza Sur    | —                      | - MST          |
| Chubut              | - PJ - UCEDE - Movimiento Popular Chubutense                                                                     | - FREPASO                             | - UCR                      | - MODIN                       | - Alianza Sur    | —                      | - MST          |
| Córdoba             | - PJ - UCEDE | - FREPASO                             | - UCR - MID - PF           | - MODIN                       | - Alianza Sur    | —                      | - MST          |
| Corrientes          | - Frente Justicialista - UCEDE                                                                                   | - FREPASO - Frente Grande             | - UCR - MID                | - MODIN                       | - Alianza Sur    | —                      | - MST          |
| Entre Ríos          | - Frente Justicialista                                                                                           | - FREPASO                             | - UCR                      | - MODIN                       | - Alianza Sur    | —                      | - MST          |
| Formosa             | - PJ | - FREPASO                             | - UCR                      | - MODIN                       | - Alianza Sur    | —                      | - MST          |
| Jujuy               | - Frente Justicialista Popular - UCEDE - Movimiento Popular Jujeño - Movimiento por la Autonomía Política Jujeña | - FREPASO                             | - UCR                      | - Fuerza Republicana          | - Alianza Sur    | —                      | - MST          |
| La Pampa            | - PJ | - FREPASO                             | - UCR                      | - MODIN                       | - Alianza Sur    | —                      | - MST          |
| La Rioja            | - PJ | - FREPASO                             | - UCR                      | - MODIN                       | - Alianza Sur    | —                      | - MST          |
| Mendoza             | - PJ - UCEDE | - FREPASO                             | - UCR                      | - MODIN                       | - Alianza Sur    | —                      | - MST          |
| Misiones            | - Frente Justicialista Popular                                                                                   | - FREPASO                             | - UCR                      | - MODIN                       | - Alianza Sur    | —                      | - MST          |
| Neuquén             | - PJ - UCEDE | - FREPASO                             | - UCR                      | - MODIN                       | - Alianza Sur    | —                      | - MST          |
| Río Negro           | - Frente para el Cambio                                                                                          | - FREPASO                             | - Alianza por la Patagonia | - MODIN                       | - Alianza Sur    | —                      | - MST          |
| Salta               | - Frente Justicialista para la Victoria - UCEDE - Partido Renovador de Salta                                     | - FREPASO                             | - UCR                      | - MODIN                       | - Alianza Sur    | —                      | - MST          |
| San Juan            | - Frente Justicialista Popular - Partido Bloquista                                                               | - Cruzada Frente Grande - Frente PAIS | - UCR                      | - MODIN                       | - Alianza Sur    | —                      | - MST          |
| San Luis            | - PJ | - FREPASO                             | - UCR                      | - MODIN                       | - Alianza Sur    | —                      | - MST          |
| Santa Cruz          | - PJ | - FREPASO                             | - UCR                      | - MODIN                       | —                | —                      | - MST          |
| Santa Fe            | - PJ - UCEDE - Frente de los Jubilados                                                                           | - FREPASO                             | - UCR                      | - MODIN                       | - Alianza Sur    | —                      | - MST          |
| Santiago del Estero | - Frente Justicialista                                                                                           | - FREPASO                             | - UCR - MID                | - MODIN                       | - Alianza Sur    | —                      | - MST          |
| Tierra del Fuego    | - PJ | - FREPASO                             | - UCR                      | - MODIN                       | —                | —                      | - MST          |
| Tucumán             | - Frente de la Esperanza - UCEDE                                                                                 | - FREPASO                             | - UCR                      | - Partido de la Independencia | - Alianza Sur    | - Fuerza Republicana   | - MST          |
|                     | |                                       |                            |                               |                  |                        |                |
| Provincia           | Altamira/ Molle                                                                                                  | Mazzitelli/ Fonseca                   | Méndez/ Ambrosio           | Christiansen/ Montes          | Tumini/ Reyna    | Santucho/ Antognazzi   | Paz/ G. Chávez |
| Provincia           | 24 provincias | 3 provincias                          | 24 provincias              | 22 provincias                 | 22 provincias    | 10 provincias          | 9 provincias   |
| Buenos Aires        | - Frente Unidad Trabajadora - Obrero                                                                             | - PSA                                 | - PH                       | - MAS - PTS                   | - Patria Libre   | - MODEPA               | - FRECOPA      |
| Capital Federal     | - Frente Unidad Trabajadora - Obrero                                                                             | - PSA                                 | - PH                       | - MAS - PTS                   | - Patria Libre   | - MODEPA               | —              |
| Catamarca           | - Frente Unidad Trabajadora                                                                                      | —                                     | - PH                       | - MAS - PTS                   | - Patria Libre   | —                      | —              |
| Chaco               | - Frente Unidad Trabajadora - Obrero                                                                             | —                                     | - PH                       | - MAS - PTS                   | - Patria Libre   | —                      | - FRECOPA      |
| Chubut              | - Frente Unidad Trabajadora - Obrero                                                                             | —                                     | - PH                       | - MAS - PTS                   | - Patria Libre   | —                      | - FRECOPA      |
| Córdoba             | - Partido Obrero                                                                                                 | - PSA                                 | - PH                       | - MAS - PTS                   | - Patria Libre   | - MODEPA - Solidaridad | - FRECOPA      |
| Corrientes          | - Partido Obrero                                                                                                 | —                                     | - PH                       | - MAS - PTS                   | - Patria Libre   | - MODEPA               | - FRECOPA      |
| Entre Ríos          | - Frente Unidad Trabajadora - Obrero                                                                             | —                                     | - PH                       | - MAS - PTS                   | - Patria Libre   | —                      | - FRECOPA      |
| Formosa             | - Frente Unidad Trabajadora - Obrero                                                                             | —                                     | - PH                       | —                             | - Patria Libre   | —                      | —              |
| Jujuy               | - Frente Unidad Trabajadora                                                                                      | —                                     | - PH                       | - MAS - PTS                   | - Patria Libre   | —                      | —              |
| La Pampa            | - Frente Unidad Trabajadora - Obrero                                                                             | —                                     | - PH                       | - MAS - PTS                   | - Patria Libre   | —                      | —              |
| La Rioja            | - Frente Unidad Trabajadora - Obrero                                                                             | —                                     | - PH                       | —                             | - Patria Libre   | —                      | —              |
| Mendoza             | - Frente Unidad Trabajadora - Obrero                                                                             | —                                     | - PH                       | - MAS - PTS                   | - Patria Libre   | - MODEPA               | —              |
| Misiones            | - Frente Unidad Trabajadora - Obrero                                                                             | —                                     | - PH                       | - MAS - PTS                   | - Patria Libre   | - MODEPA               | —              |
| Neuquén             | - Partido Obrero                                                                                                 | —                                     | - PH                       | - MAS - PTS                   | - Patria Libre   | - MODEPA               | —              |
| Río Negro           | - Frente Unidad Trabajadora - Obrero                                                                             | —                                     | - PH                       | - MAS - PTS                   | - Patria Libre   | - MODEPA               | - FRECOPA      |
| Salta               | - Frente Unidad Trabajadora - Obrero                                                                             | —                                     | - PH                       | - MAS - PTS                   | - Patria Libre   | —                      | —              |
| San Juan            | - Frente Unidad Trabajadora                                                                                      | —                                     | - PH                       | - MAS - PTS                   | - Patria Libre   | —                      | - FRECOPA      |
| San Luis            | - Frente Unidad Trabajadora                                                                                      | —                                     | - PH                       | - MAS - PTS                   | - Patria Libre   | —                      | —              |
| Santa Cruz          | - Frente Unidad Trabajadora                                                                                      | —                                     | - PH                       | - MAS - PTS                   | —                | —                      | - FRECOPA      |
| Santa Fe            | - Frente Unidad Trabajadora - Obrero                                                                             | —                                     | - PH                       | - MAS - PTS                   | - Patria Libre   | - MODEPA               | —              |
| Santiago del Estero | - Frente Unidad Trabajadora - Obrero                                                                             | —                                     | - PH                       | - MAS - PTS                   | - Patria Libre   | - MODEPA               | —              |
| Tierra del Fuego    | - Frente Unidad Trabajadora - Obrero                                                                             | —                                     | - PH                       | - MAS - PTS                   | —                | —                      | —              |
| Tucumán             | - Frente Unidad Trabajadora - Obrero                                                                             | —                                     | - PH                       | - MAS - PTS                   | - Patria Libre   | —                      | —              |

### Boletas en Capital Federal

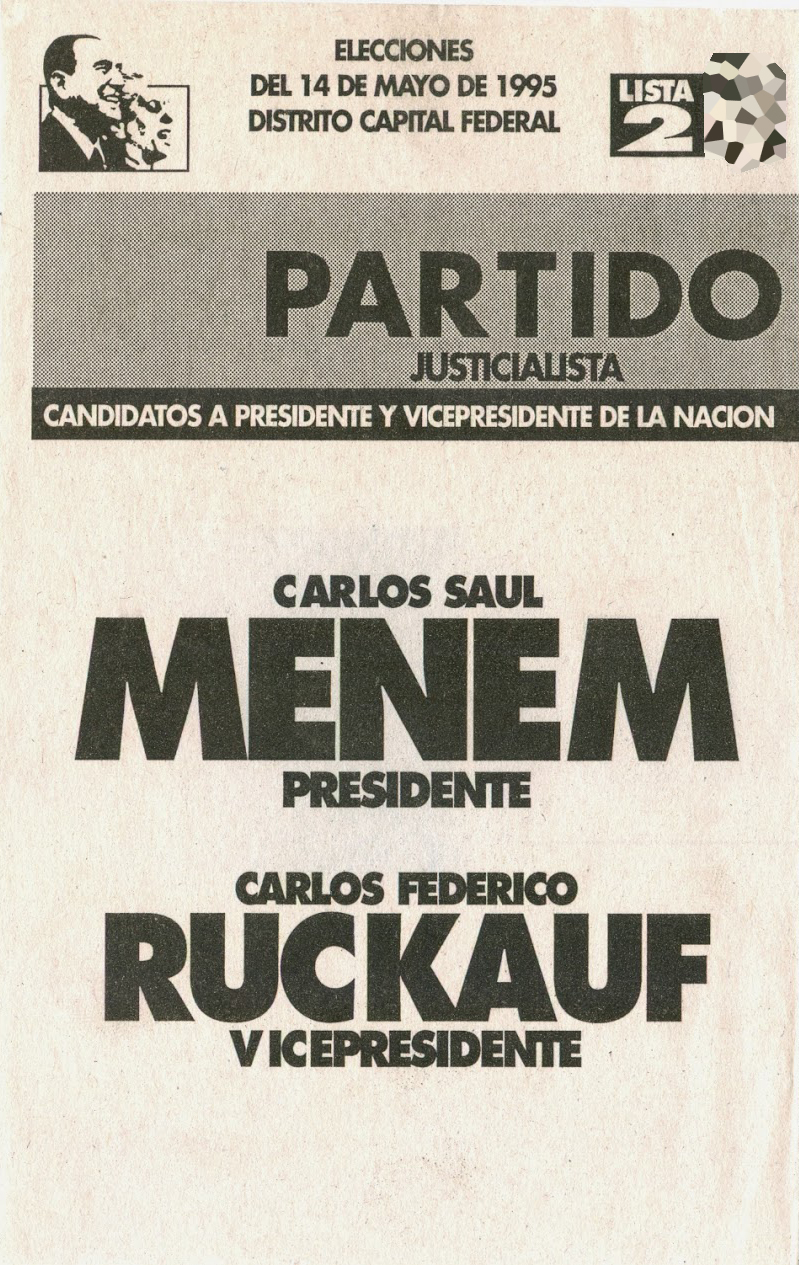
Partido Justicialista
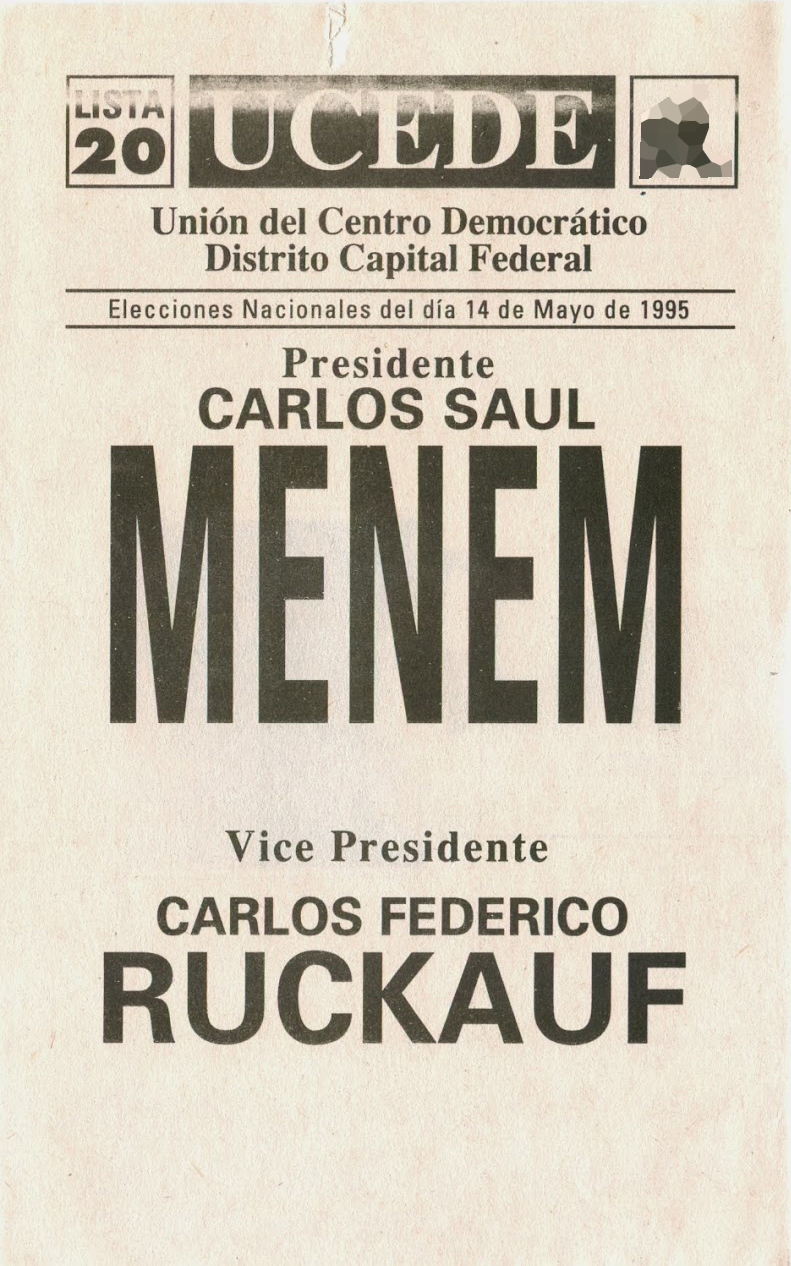
Unión del Centro Democrático
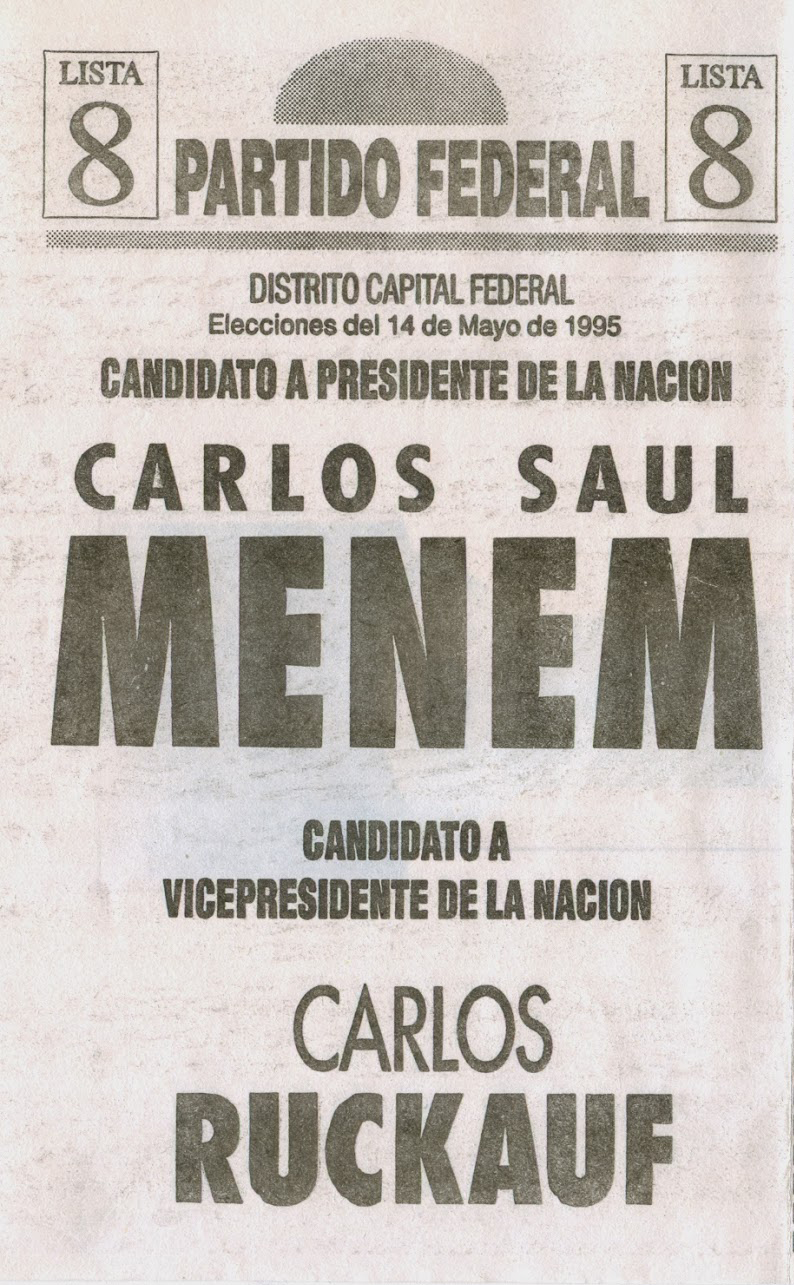
Partido Federal
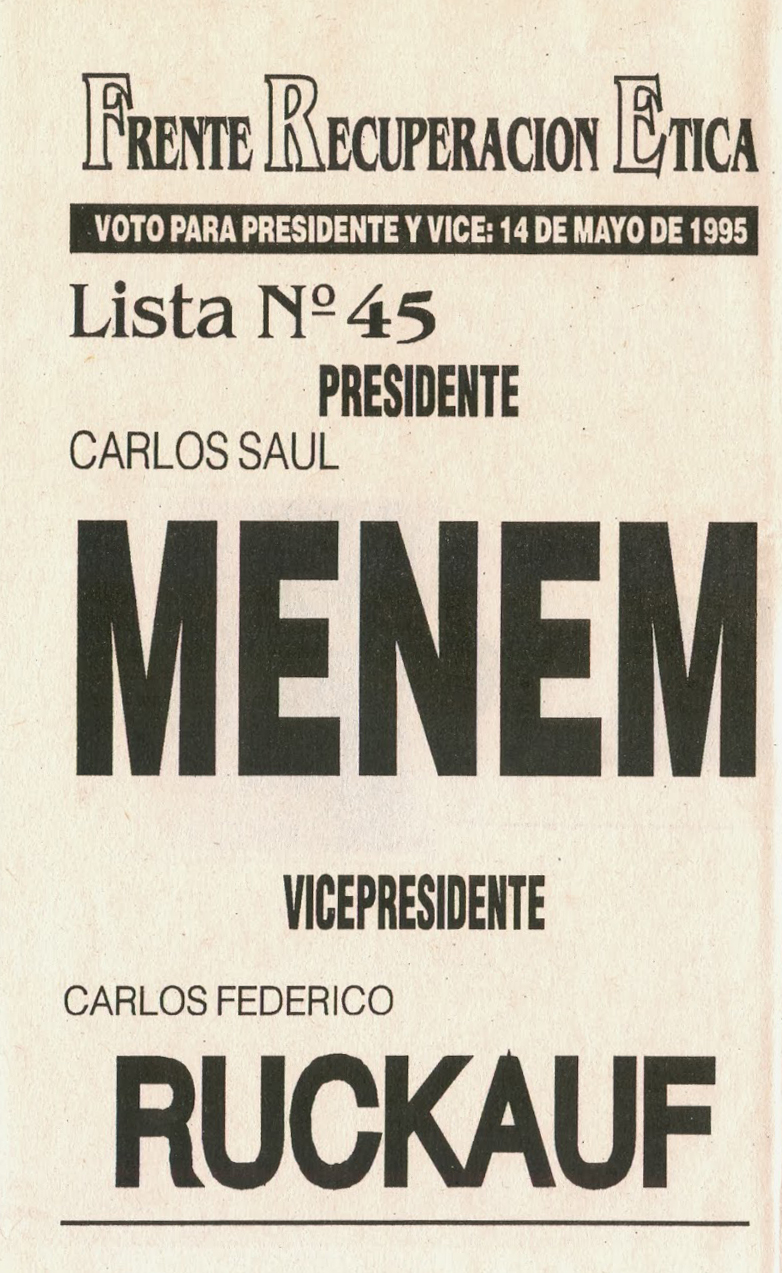
Frente Recuperación Ética
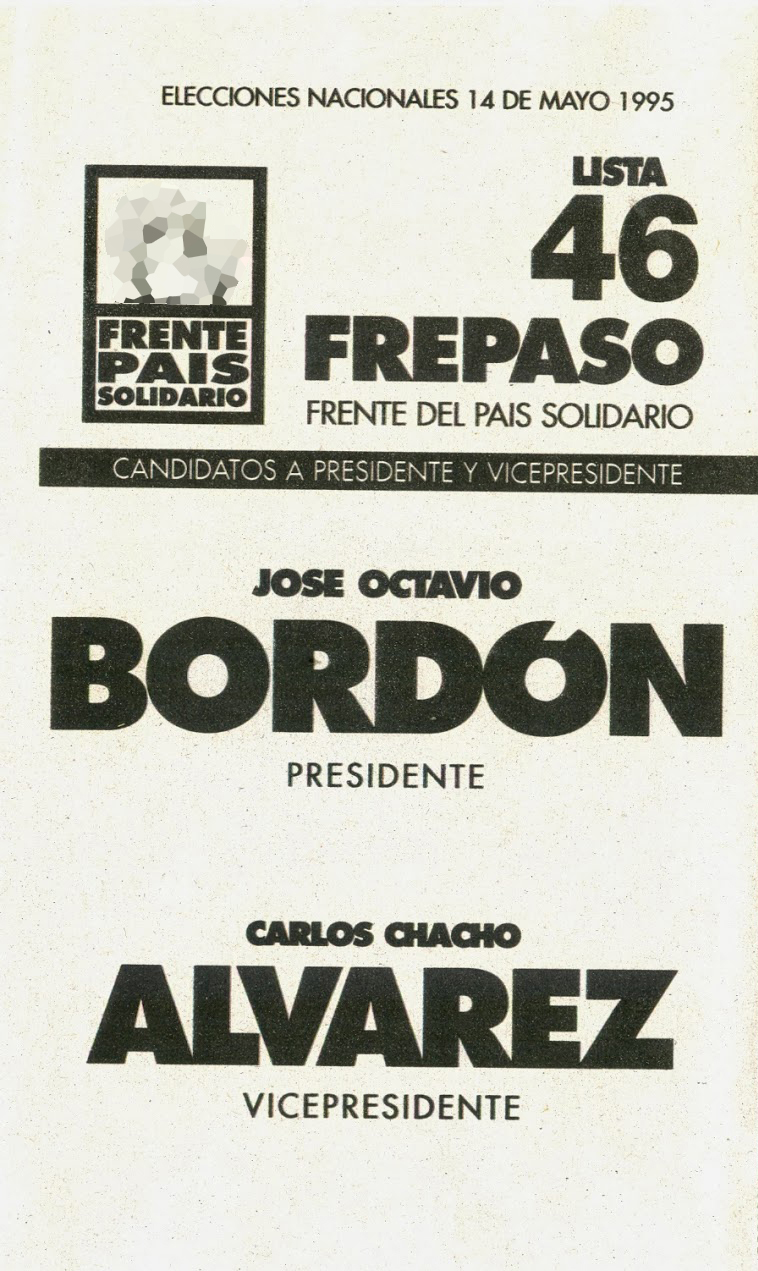
Frente País Solidario
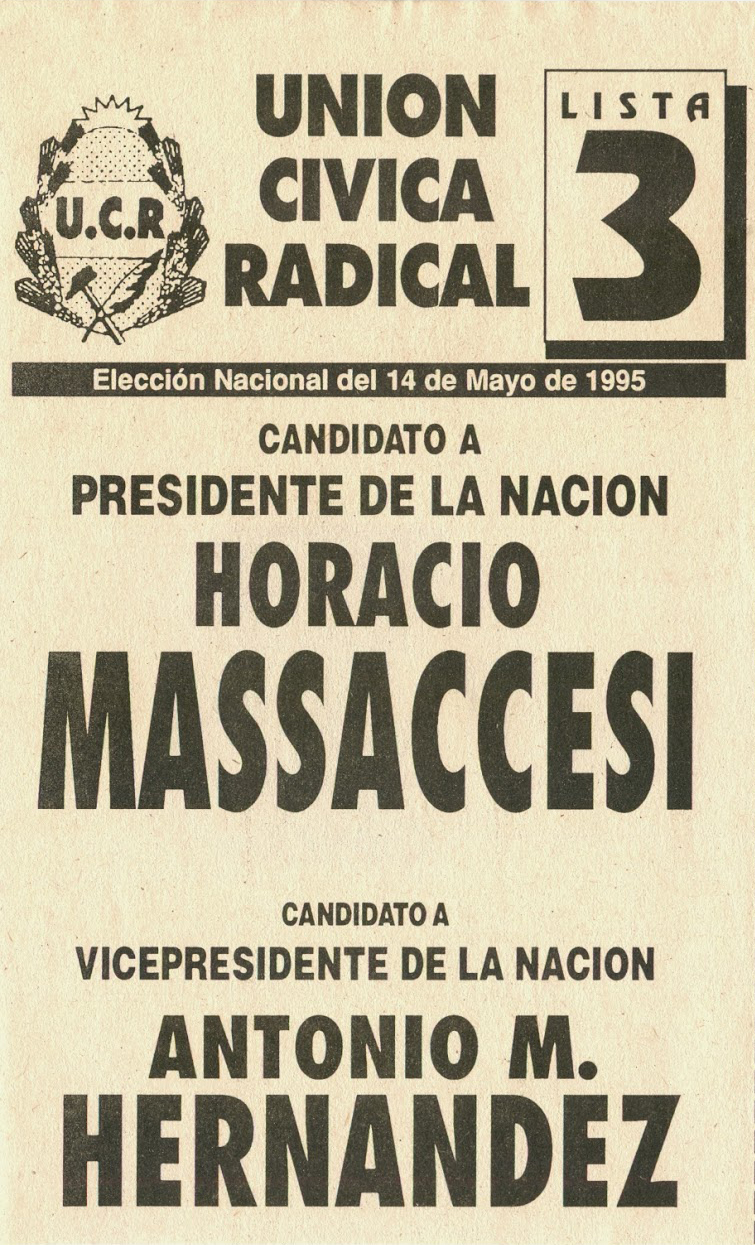
Unión Cívica Radical
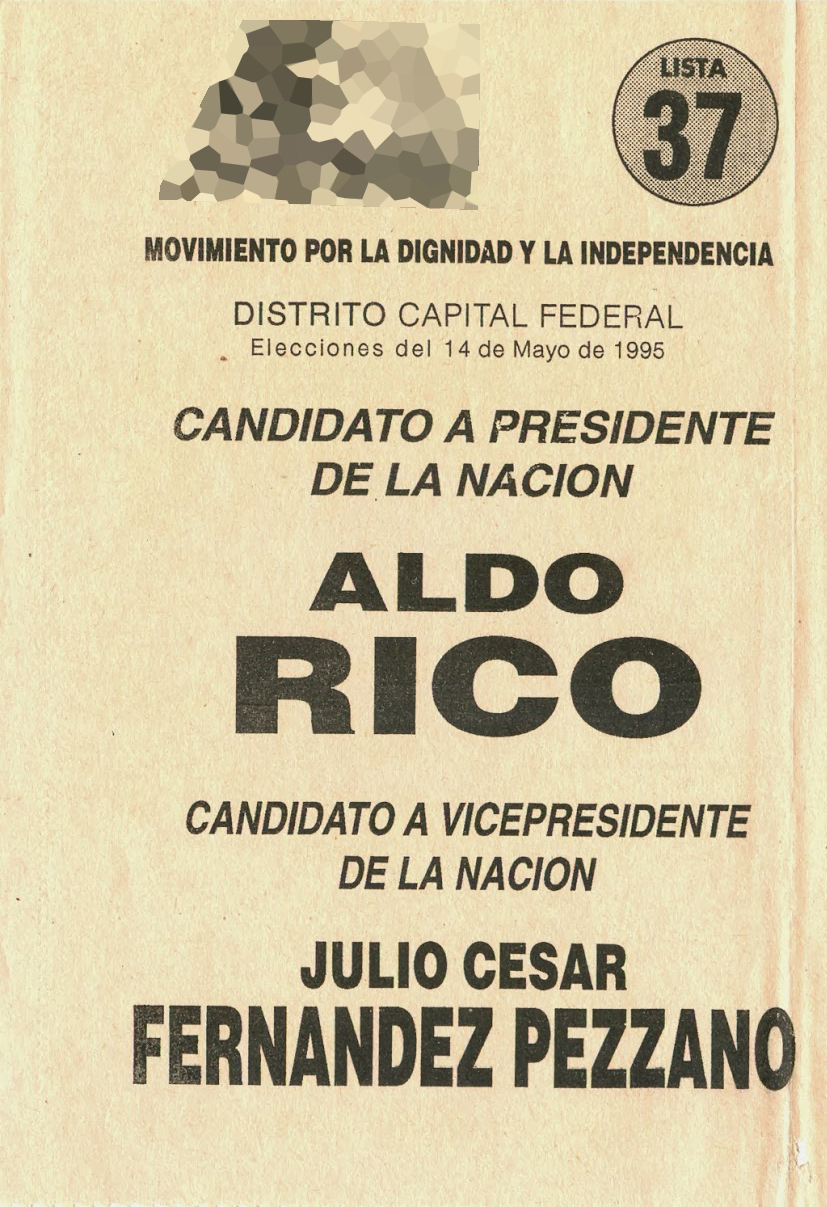
Movimiento por la Dignidad y la Independencia
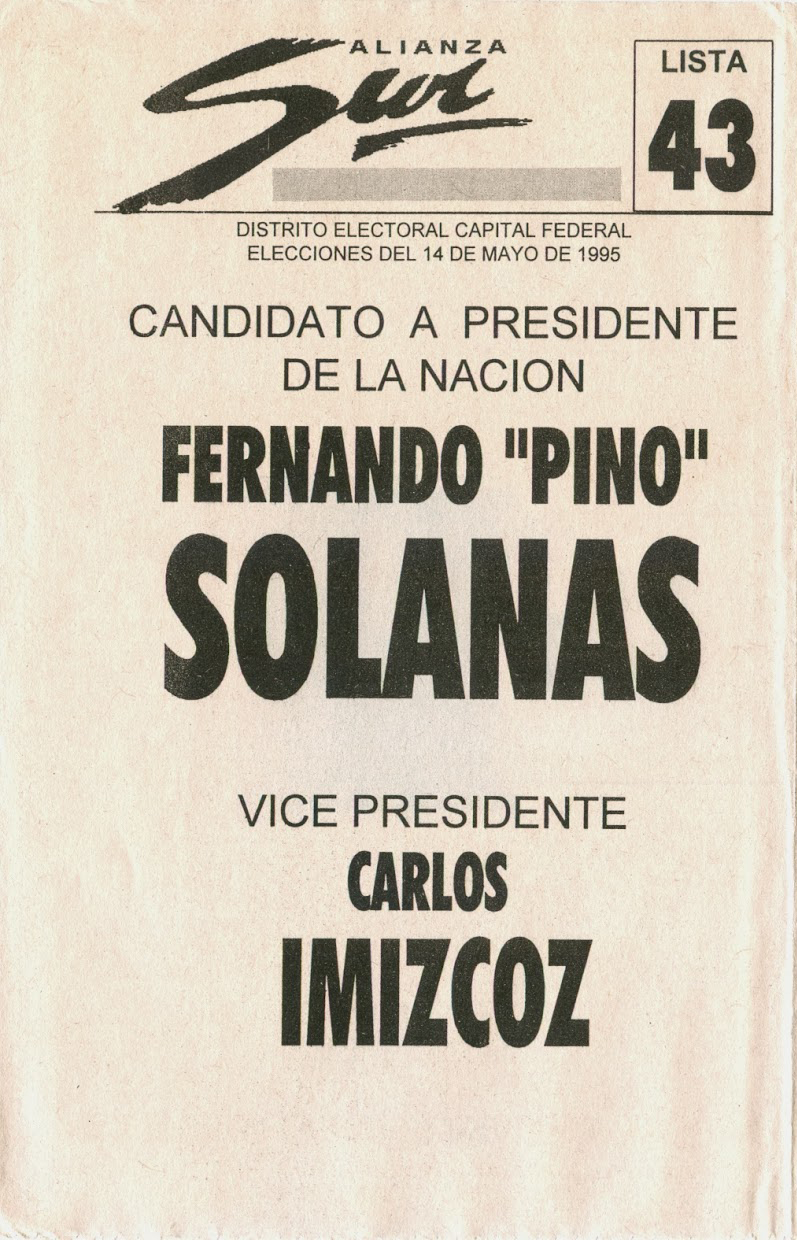
Alianza Sur
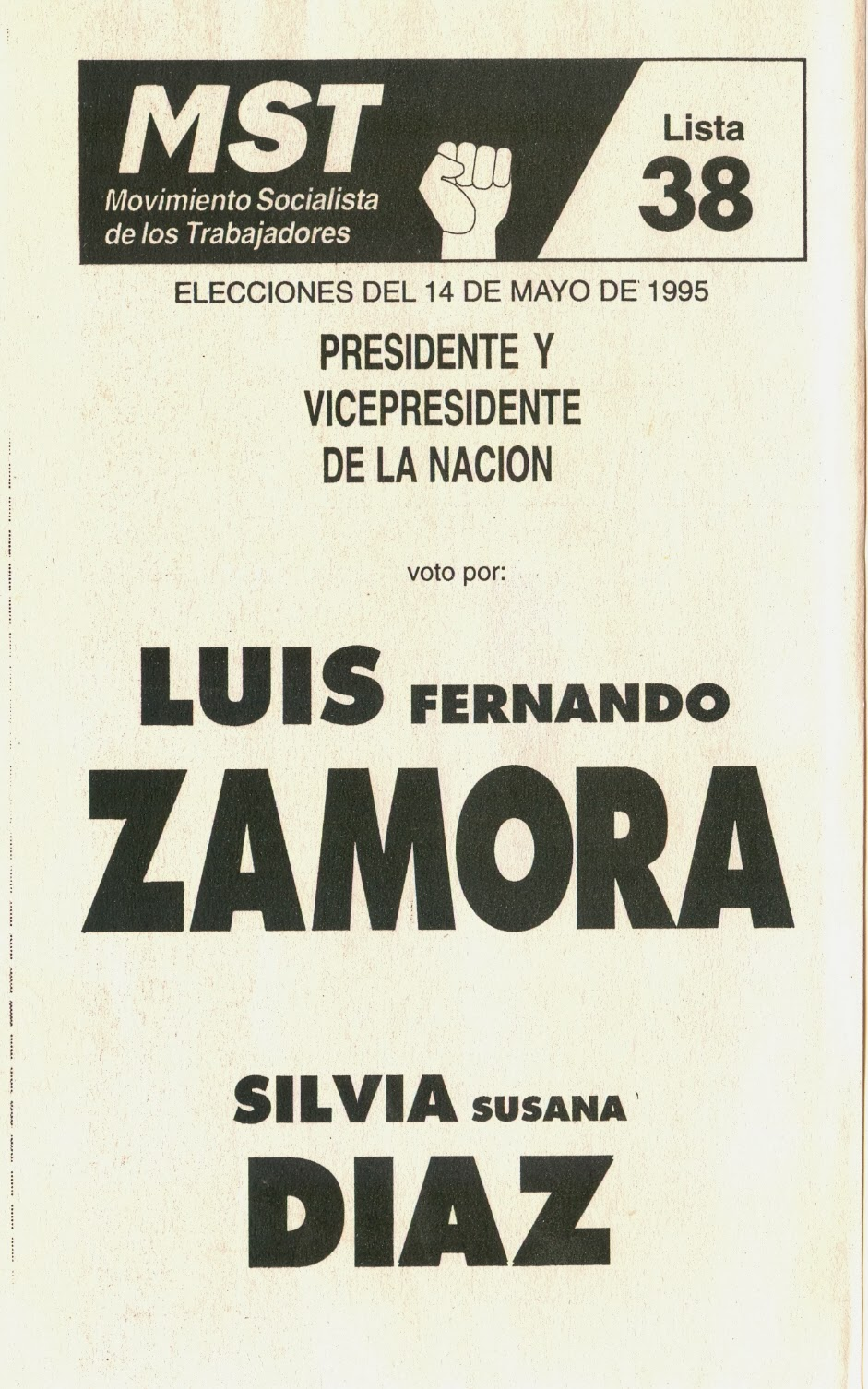
Movimiento Socialista de los Trabajadores
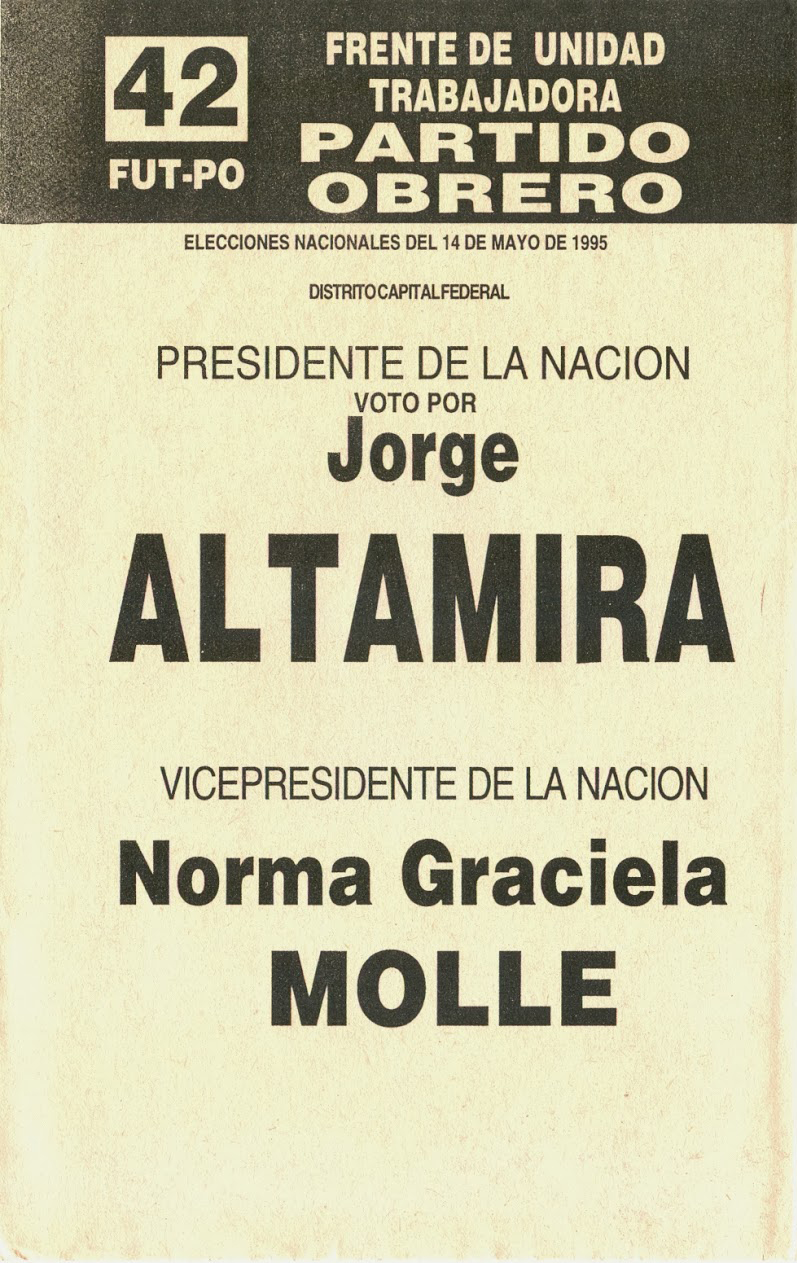
Frente Unidad Trabajadora - Obrero
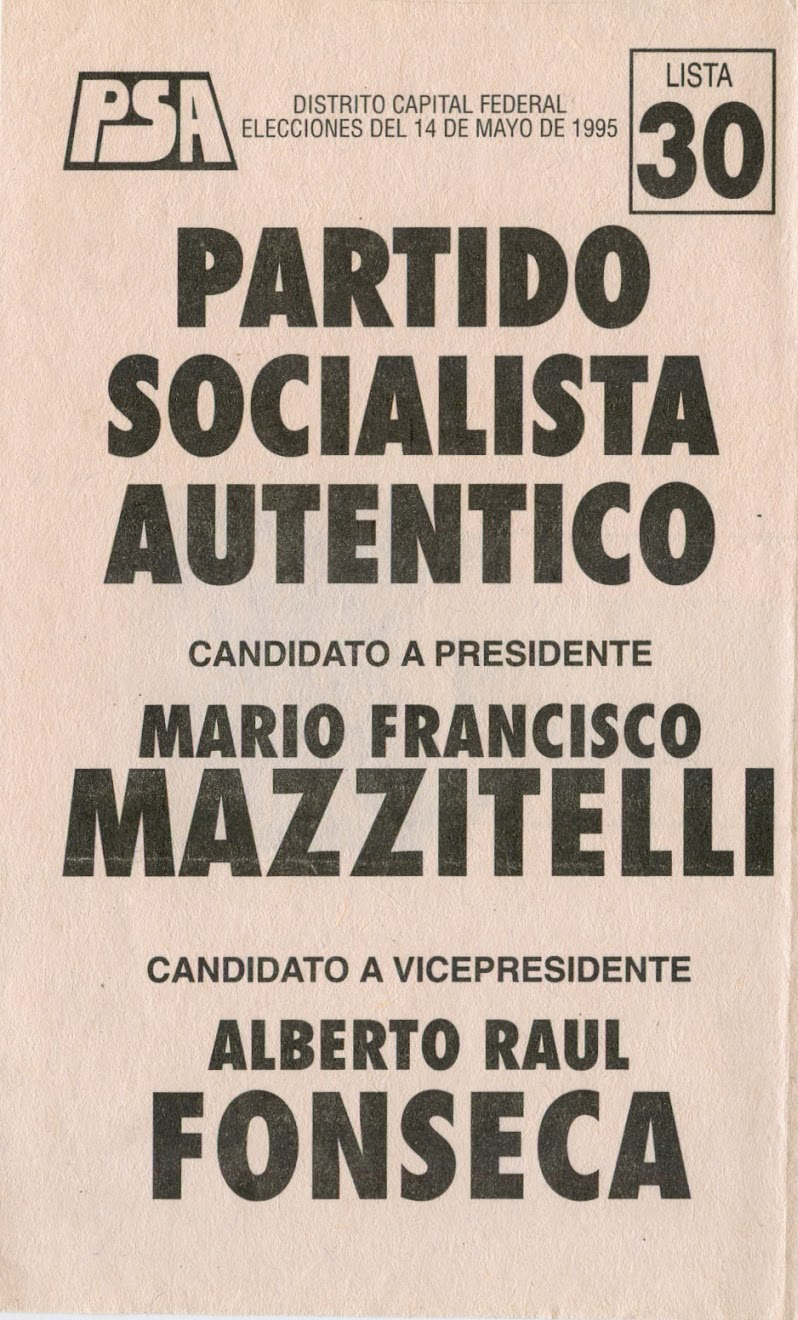
Partido Socialista Auténtico
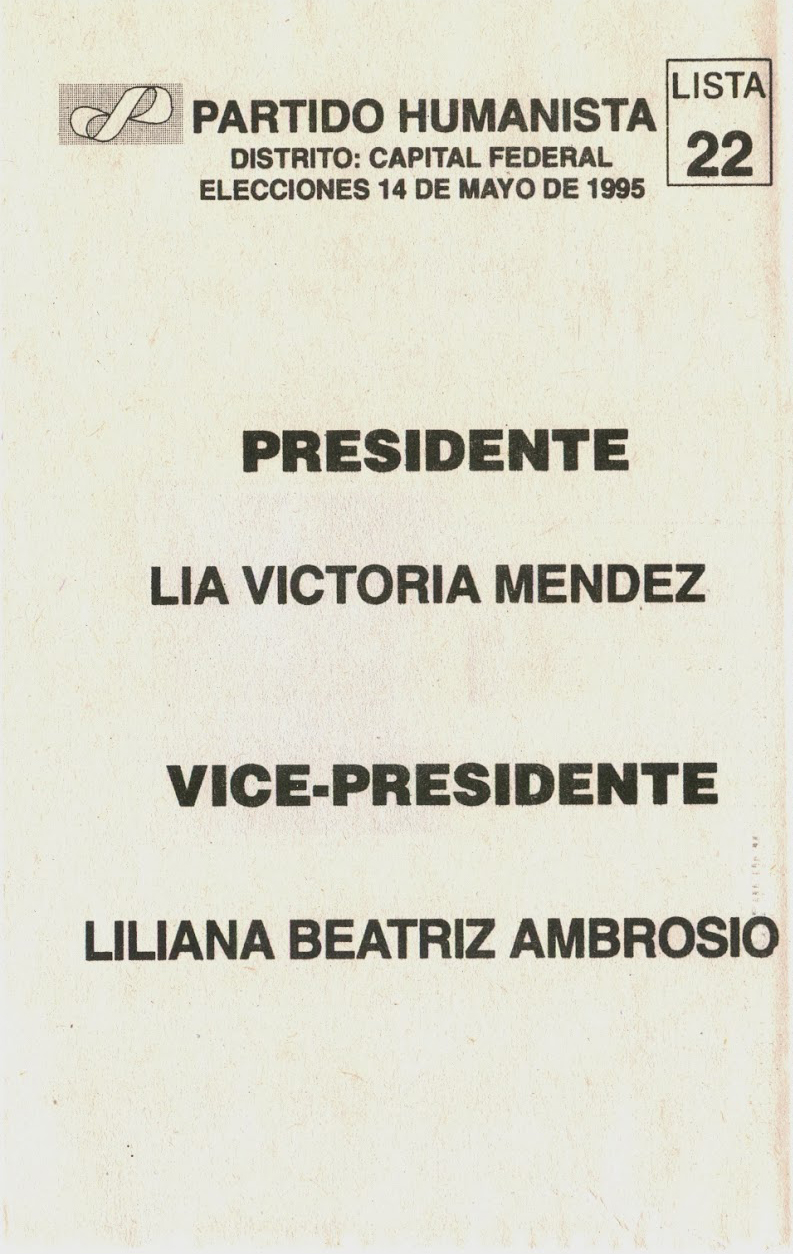
Partido Humanista
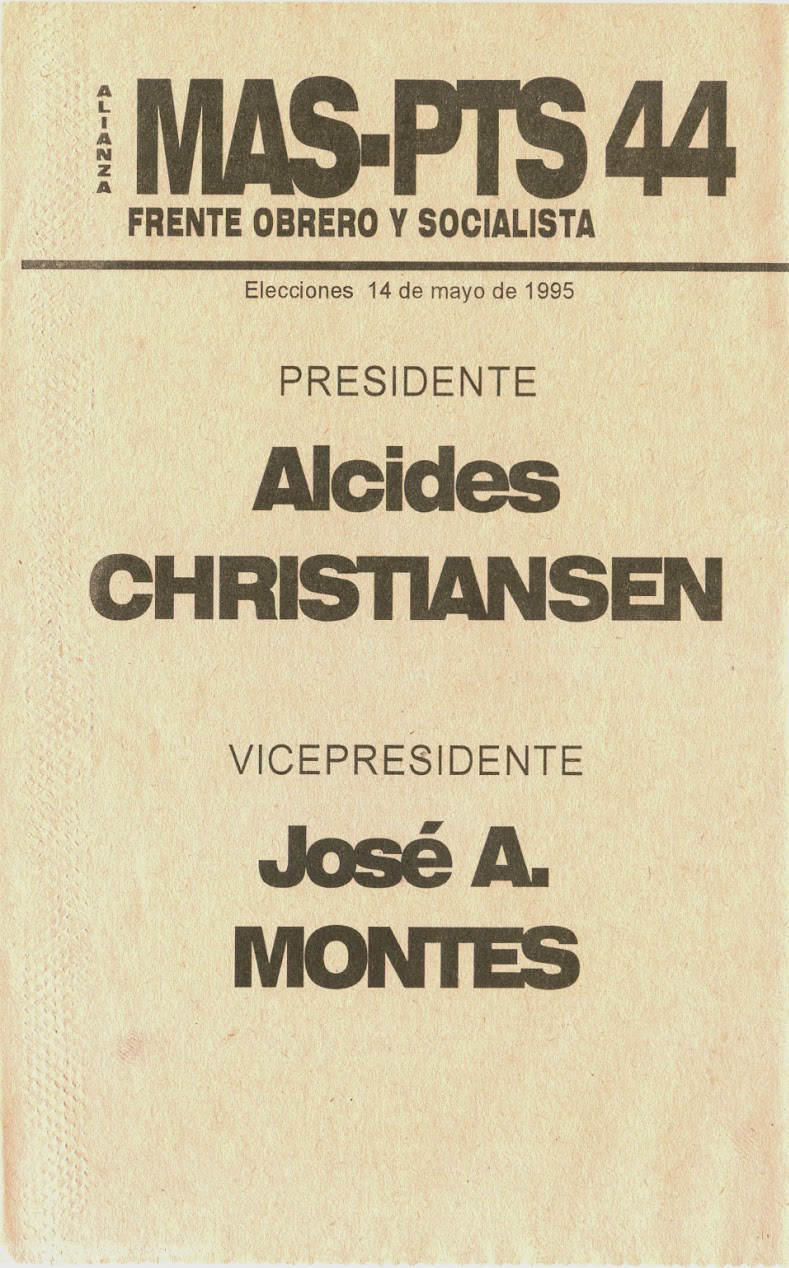
Movimiento al Socialismo - Partido de los Trabajadores Socialistas
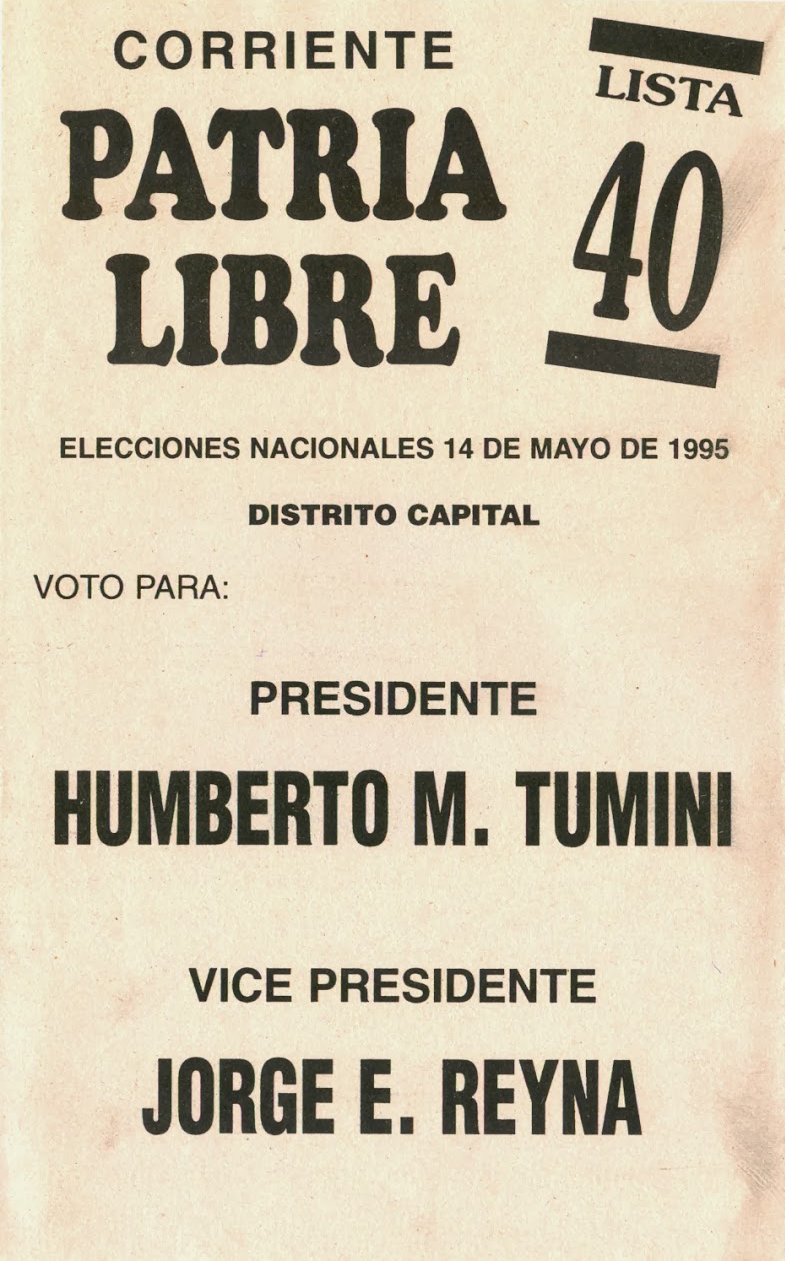
Corriente Patria Libre
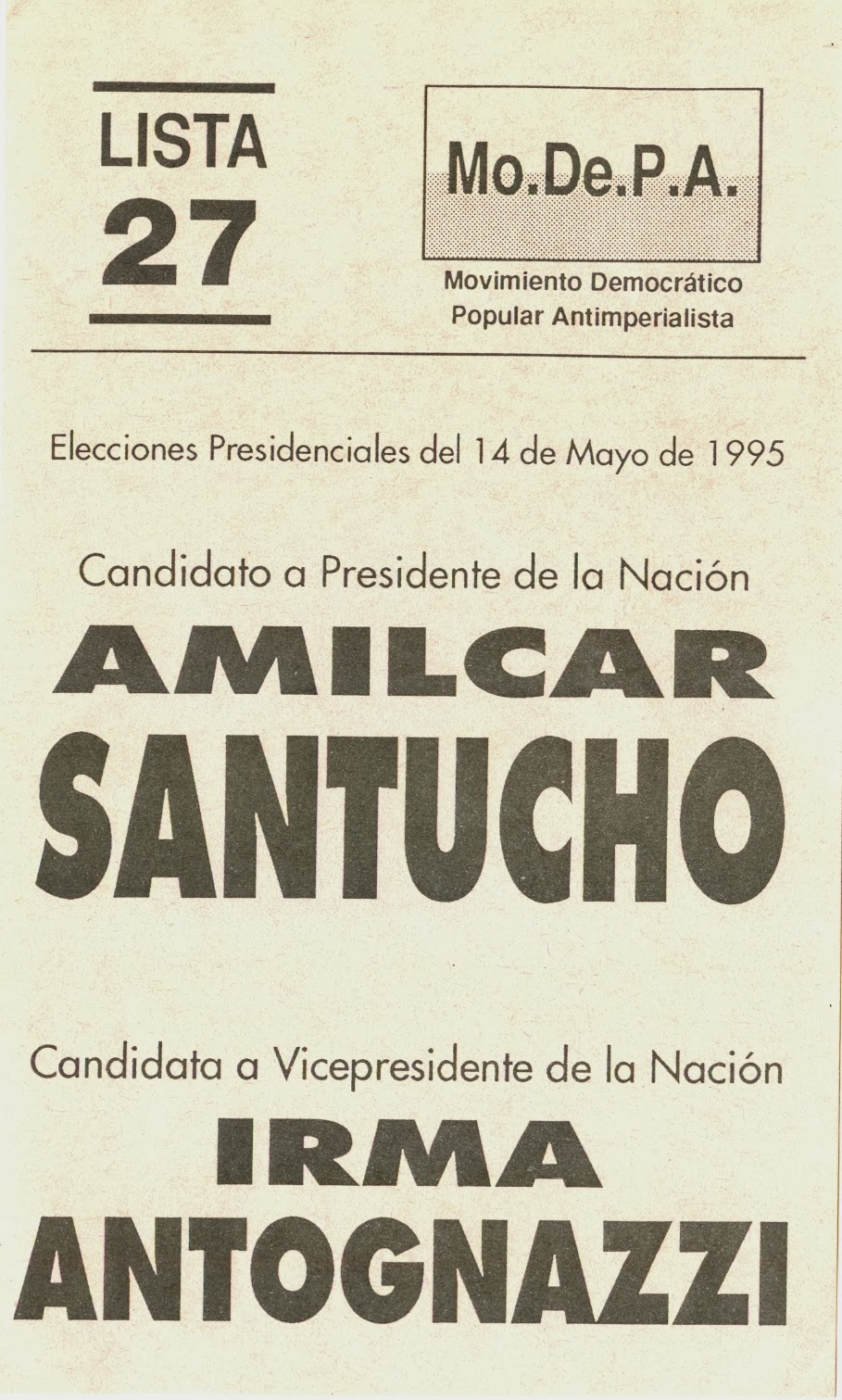
Movimiento Democrático Popular Antiimperialista
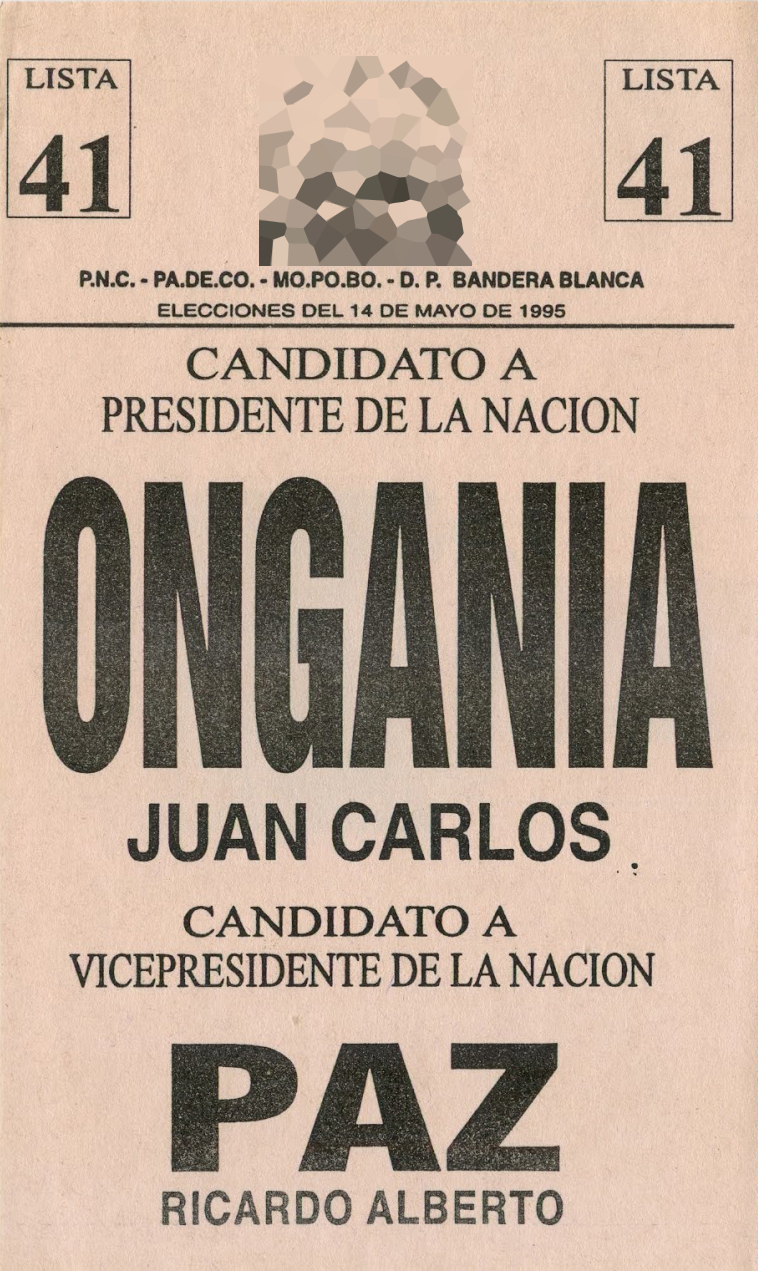
Frente para la Coincidencia Patriótica

## Campaña
La nueva constitución daba diversas oportunidades a los partidos que quedaran segundo o tercero (lugar que era ampliamente disputado entre el FREPASO y la UCR), respectivamente. Se había abolido definitivamente el antiguo sistema de Colegio Electoral utilizado hasta 1989, por lo que podía lograrse la victoria por voto directo, además de que existía la posibilidad de una segunda vuelta electoral si un candidato obtenía menos del 45% de los votos. Los justicialistas gozaban de una clara ventaja, dadas las encuestas y su control de ambas cámaras del Congreso; pero las grietas comenzaron a desarrollarse al culminar el año 1994. La prosperidad local, garante de la presunta victoria de Menem, fue sacudida por la crisis del peso mexicano en diciembre. Al depender de la inversión extranjera para mantener sus reservas en el Banco Central, que perdió más de seis millones de dólares estadounidenses en días, su repentina escasez llevó a una oleada de fuga de capitales de los bancos en crecimiento de Buenos Aires y a una recesión imprevista. Las revelaciones simultáneas de la corrupción brutal que rodea la compra de computadoras de IBM para el anticuado Banco Nacional de la República Argentina (el más grande del país), dio a la oposición la esperanza de que podría llegarse a un balotaje en mayo.
Entre la oposición, el FREPASO tenía ventaja en las encuestas para quedar segundo detrás del PJ. Con un liderazgo carismático, esperaban desplazar a la UCR (el partido más antiguo de la Argentina) de su papel de principal oposición a los peronistas. La UCR había salido muy perjudicada por el caótico mandato de Raúl Alfonsín (1983-1989) y su papel de oposición al justicialismo fue puesto en duda por el Pacto de Olivos y la reforma constitucional que habilitó la reelección de Menem, aunque su candidato, Horacio Massaccesi, había obtenido fama internacional por incautar los fondos del Tesoro de la sucursal regional del Banco Central para pagar los sueldos atrasados de los jubilados y la administración pública, lo que le había valido una reelección en su cargo de gobernador de Río Negro con el 46% de los votos. La UCR, por otra parte, conservaba el renombre político y su antigüedad, más allá de la maquinaria desgastada por el liderazgo de Alfonsín y el popular gobernador de Córdoba, Eduardo Angeloz. A medida que se acercaba el día de las elecciones, los analistas no solo debatían la posibilidad de un balotaje, sino también que ambas fuerzas opositoras (FREPASO y UCR) tenían posibilidades de pasar al mismo junto a Menem.
Durante la campaña, Menem defendió su programa de gobierno, señalando el éxito económico logrado por la Argentina durante su mandato, y haciendo hincapié en la hiperinflación provocada por el radicalismo antes de su llegada al poder, afirmando, como lema de campaña: "Soy yo o el caos", postura que fue criticada duramente por otros candidatos. Bordón, por otro lado, acusó a Menem de desvirtuarse de los principios justicialistas. Su campaña se centró en el tema de la corrupción en los círculos gobernantes y la repercusión social (especialmente el desempleo) de las reformas económicas del gobierno menemista, particularmente en las clases bajas de Argentina.
Por otro lado, la campaña de Massaccesi fue vista como "desorientada". Mientras que el FREPASO criticaba los negativos efectos sociales de las políticas de Menem, la UCR se limitaba a resaltar fallos técnicos y a destacar la corrupción, evidenciando la severa crisis que atravesaba el radicalismo. El triunfo de Massaccesi en la primaria radical se había debido en gran medida a la abstención de Angeloz, y a la intención de amplios sectores de la UCR que querían impedir que Federico Storani llegara a la conducción del partido y buscara una alianza con el FREPASO (posición que irónicamente buscaría el partido luego de la estrepitosa derrota). Sin embargo, Massaccesi era en realidad profundamente impopular entre el electorado radical y gran parte de la conducción partidaria, y su relativa cercanía con el gobierno menemista durante su período como gobernador le habían valido el apodo despectivo de "Menem rubio".
El antiguo líder de los Carapintadas, Aldo Rico, se presentó como candidato del Movimiento por la Dignidad y la Independencia (Modin), y proponía la renegociación de la cuantiosa deuda externa, el fin de la convertibilidad, que establece la paridad entre el dólar y el peso, y la creación de una confederación de Estados latinoamericanos.
En el último período previo a las elecciones, las encuestas daban la victoria a Menem, prediciendo que si bien quizás no superase el 45% de los votos, accedería a un segundo mandato en primera vuelta debido a que Bordón y Massaccesi se contrapesarían mutuamente y ninguno de los dos lograría obtener el suficiente porcentaje para acceder a un balotaje. A pesar de que varios sondeos predecían la ruptura del bipartidismo desde un mes antes de la elección, Massaccesi declaró no confiar en las encuestas, calificándolas de "maniobra sucia".

## Resultados
La jornada electora fue considerada tranquila, y fue celebrada por ser la primera ocasión desde las elecciones de 1928 en que un período democrático llegaba a su tercera elección presidencial. Después de emitir su voto en La Rioja, se le preguntó a Menem si estaba tranquilo, a lo que él respondió "¿Por qué iba a estar intranquilo?".
En última instancia, la corrupción y la súbita recesión no fueron suficientes para evitar que Menem obtuviera una rotunda victoria en primera vuelta con el 50,00% de los votos. El PJ se alió con varios partidos regionales y con la derechista Unión del Centro Democrático, formando un frente electoral que obtuvo casi la mitad del voto total. La división de la oposición en dos bloques contrapuestos impidió que alguno de los dos candidatos opositores obtuviera el suficiente porcentaje para que Menem no pudiera evitar un balotaje. El FREPASO obtuvo cerca del 30% de los votos, y la UCR menos del 17%, siendo la primera vez que el partido más antiguo no quedaba en primer o segundo lugar. Menem triunfó en todas las provincias, excepto en la Ciudad de Buenos Aires, donde Bordón obtuvo el 44.53% de los votos, superando por casi tres puntos al candidato justicialista.
A pesar de la ruptura del bipartidismo en el plano presidencial, en las elecciones legislativas la UCR mantuvo el segundo lugar tanto en número de votos como en diputados. Esto se debió a la presencia parlamentaria previa de la UCR, y al hecho de que el FREPASO carecía de peso electoral fuera de los grandes centros urbanos (Capital Federal, el Gran Buenos Aires, Rosario, etc). El nuevo Senado, tal y como habían predicho Alfonsín y Menem, benefició a los dos partidos.
En las elecciones provinciales, la UCR fue el único frente opositor nacional que obtuvo gobernaciones, con cinco gobernadores radicales contra quince justicialistas. En las tres provincias restantes, Tucumán, Neuquén y Tierra del Fuego, fueron elegidos gobernadores por partidos provinciales (Fuerza Republicana, Movimiento Popular Neuquino y Movimiento Popular Fueguino respectivamente). A nivel municipal, solo dos de las ciudades más importantes de Argentina, Bahía Blanca y Mar del Plata, mantenían intendentes de la UCR, aunque en 1996, el candidato radical Fernando de la Rúa se convertiría en el primer Jefe de Gobierno electo de la Ciudad de Buenos Aires.

Resultados por departamento:
Menem/Ruckauf (89,39%)
Bordón/Álvarez (7,20%)
Massaccesi/Hernández (3,22%)
No votó (0,19%)

| Fórmula                   | Fórmula                       | Partido o alianza              | Partido o alianza                                             | Partido o alianza                                          | Votos      | %     |
| Presidente                | Vicepresidente                | Partido o alianza              | Partido o alianza                                             | Partido o alianza                                          | Votos      | %     |
| ------------------------- | ----------------------------- | ------------------------------ | ------------------------------------------------------------- | ---------------------------------------------------------- | ---------- | ----- |
| Carlos Menem              | Carlos Ruckauf                |                                |                                                               | Partido Justicialista                                      | 6.300.057  | 36,28 |
| Carlos Menem              | Carlos Ruckauf                |                                | Frente Justicialista                                          | 691.481                                                    | 3,98       |       |
| Carlos Menem              | Carlos Ruckauf                |                                | Unión del Centro Democrático                                  | 456.594                                                    | 2,62       |       |
| Carlos Menem              | Carlos Ruckauf                |                                | Frente Justicialista Popular                                  | 382.447                                                    | 2,20       |       |
| Carlos Menem              | Carlos Ruckauf                |                                | Frente de la Esperanza                                        | 215.531                                                    | 1,24       |       |
| Carlos Menem              | Carlos Ruckauf                |                                | Frente Justicialista para la Victoria                         | 129.290                                                    | 0,74       |       |
| Carlos Menem              | Carlos Ruckauf                |                                | Frente Recuperación Ética                                     | 103.014                                                    | 0,59       |       |
| Carlos Menem              | Carlos Ruckauf                |                                | Frente para el Cambio                                         | 99.230                                                     | 0,57       |       |
| Carlos Menem              | Carlos Ruckauf                |                                | Frente de los Jubilados                                       | 74.561                                                     | 0,43       |       |
| Carlos Menem              | Carlos Ruckauf                |                                | Partido Renovador de Salta                                    | 73.202                                                     | 0,42       |       |
| Carlos Menem              | Carlos Ruckauf                |                                | Acción Chaqueña                                               | 49.821                                                     | 0,29       |       |
| Carlos Menem              | Carlos Ruckauf                |                                | Partido Federal (Capital Federal)                             | 48.287                                                     | 0,28       |       |
| Carlos Menem              | Carlos Ruckauf                |                                | Partido Bloquista                                             | 32.841                                                     | 0,19       |       |
| Carlos Menem              | Carlos Ruckauf                |                                | Movimiento Popular Jujeño                                     | 22.386                                                     | 0,13       |       |
| Carlos Menem              | Carlos Ruckauf                |                                | Movimiento por la Autonomía Política Jujeña                   | 4.935                                                      | 0,03       |       |
| Carlos Menem              | Carlos Ruckauf                |                                | Movimiento Popular Chubutense                                 | 3.642                                                      | 0,02       |       |
| Carlos Menem              | Carlos Ruckauf                | Total Menem - Ruckauf          | Total Menem - Ruckauf                                         | Total Menem - Ruckauf                                      | 8.687.511  | 50,00 |
| José Octavio Bordón       | Carlos Álvarez                |                                |                                                               | Frente País Solidario                                      | 4.934.989  | 28,31 |
| José Octavio Bordón       | Carlos Álvarez                |                                | Cruzada Frente Grande                                         | 57.311                                                     | 0,33       |       |
| José Octavio Bordón       | Carlos Álvarez                |                                | Frente Grande                                                 | 54.008                                                     | 0,31       |       |
| José Octavio Bordón       | Carlos Álvarez                |                                | Frente PAIS                                                   | 28.382                                                     | 0,16       |       |
| José Octavio Bordón       | Carlos Álvarez                |                                | Movimiento de Izquierda                                       | 21.414                                                     | 0,12       |       |
| José Octavio Bordón       | Carlos Álvarez                | Total Bordón - Álvarez         | Total Bordón - Álvarez                                        | Total Bordón - Álvarez                                     | 5.096.104  | 29,26 |
| Horacio Massaccesi        | Antonio María Hernández       |                                |                                                               | Unión Cívica Radical                                       | 2.773.037  | 15,92 |
| Horacio Massaccesi        | Antonio María Hernández       |                                | Alianza por la Patagonia                                      | 84.172                                                     | 0,48       |       |
| Horacio Massaccesi        | Antonio María Hernández       |                                | Unión Cívica Radical - Movimiento de Integración y Desarrollo | 57.082                                                     | 0,33       |       |
| Horacio Massaccesi        | Antonio María Hernández       |                                | Movimiento de Integración y Desarrollo                        | 30.588                                                     | 0,18       |       |
| Horacio Massaccesi        | Antonio María Hernández       |                                | Partido Federal (Córdoba)                                     | 11.258                                                     | 0,06       |       |
| Horacio Massaccesi        | Antonio María Hernández       | Total Massaccesi - Hernández   | Total Massaccesi - Hernández                                  | Total Massaccesi - Hernández                               | 2.956.137  | 16,97 |
| Aldo Rico                 | Julio César Fernández Pezzano |                                |                                                               | Movimiento por la Dignidad y la Independencia              | 291.306    | 1,66  |
| Aldo Rico                 | Julio César Fernández Pezzano |                                | Fuerza Republicana (Jujuy)                                    | 15.602                                                     | 0,09       |       |
| Aldo Rico                 | Julio César Fernández Pezzano |                                | Partido de la Independencia                                   | 3.161                                                      | 0,02       |       |
| Aldo Rico                 | Julio César Fernández Pezzano | Total Rico - Fernández Pezzano | Total Rico - Fernández Pezzano                                | Total Rico - Fernández Pezzano                             | 310.069    | 1,77  |
| Fernando Solanas          | Carlos Imizcoz                |                                | Alianza Sur                                                   | Alianza Sur                                                | 71.625     | 0,51  |
| Fernando López de Zavalía | Pedro Benejam                 |                                | Fuerza Republicana (Tucumán)                                  | Fuerza Republicana (Tucumán)                               | 64.007     | 0,38  |
| Luis Zamora               | Silvia Susana Díaz            |                                | Movimiento Socialista de los Trabajadores                     | Movimiento Socialista de los Trabajadores                  | 45.973     | 0,26  |
| Jorge Altamira            | Norma Graciela Molle          |                                |                                                               | Frente Unidad Trabajadora - Obrero                         | 28.329     | 0,16  |
| Jorge Altamira            | Norma Graciela Molle          |                                | Partido Obrero                                                | 2.789                                                      | 0,02       |       |
| Jorge Altamira            | Norma Graciela Molle          |                                | Frente Unidad Trabajadora                                     | 1.181                                                      | 0,01       |       |
| Jorge Altamira            | Norma Graciela Molle          | Total Altamira - Molle         | Total Altamira - Molle                                        | Total Altamira - Molle                                     | 32.299     | 0,19  |
| Mario Mazzitelli          | Alberto Raúl Fonseca          |                                | Partido Socialista Auténtico                                  | Partido Socialista Auténtico                               | 32.174     | 0,18  |
| Lía Méndez                | Liliana Beatriz Ambrosio      |                                | Partido Humanista                                             | Partido Humanista                                          | 31.203     | 0,18  |
| Alcides Christiansen      | José Alberto Montes           |                                | Movimiento al Socialismo - de los Trabajadores Socialistas    | Movimiento al Socialismo - de los Trabajadores Socialistas | 27.643     | 0,16  |
| Humberto Tumini           | Jorge Emilio Reyna            |                                | Corriente Patria Libre                                        | Corriente Patria Libre                                     | 24.326     | 0,14  |
| Amílcar Santucho          | Irma Antognazzi               |                                |                                                               | Movimiento Democrático Popular Antiimperialista            | 12.919     | 0,07  |
| Amílcar Santucho          | Irma Antognazzi               |                                | Solidaridad                                                   | 147                                                        | 0,00       |       |
| Amílcar Santucho          | Irma Antognazzi               | Total Santucho - Antognazzi    | Total Santucho - Antognazzi                                   | Total Santucho - Antognazzi                                | 13.066     | 0,08  |
| Ricardo Alberto Paz       | Adolfo González Chávez        |                                | Frente para la Coincidencia Patriótica                        | Frente para la Coincidencia Patriótica                     | 3.147      | 0,02  |
| Votos positivos           | Votos positivos               | Votos positivos                | Votos positivos                                               | Votos positivos                                            | 17.395.284 | 95,56 |
| Votos en blanco           | Votos en blanco               | Votos en blanco                | Votos en blanco                                               | Votos en blanco                                            | 653.443    | 3,59  |
| Votos anulados            | Votos anulados                | Votos anulados                 | Votos anulados                                                | Votos anulados                                             | 125.112    | 0,69  |
| Diferencia de actas       | Diferencia de actas           | Diferencia de actas            | Diferencia de actas                                           | Diferencia de actas                                        | 30.085     | 0,16  |
| Participación             | Participación                 | Participación                  | Participación                                                 | Participación                                              | 18.203.924 | 82,08 |
| Abstenciones              | Abstenciones                  | Abstenciones                   | Abstenciones                                                  | Abstenciones                                               | 3.974.277  | 17,92 |
| Electores registrados     | Electores registrados         | Electores registrados          | Electores registrados                                         | Electores registrados                                      | 22.178.201 | 100   |
| Fuentes:                  |                               |                                |                                                               |                                                            |            |       |

### Resultados por distrito
| Provincias ganadas por el Partido Justicialista (23) |
| Provincias ganadas por el Frente País Solidario (1)  |

| Provincia           | Menem/Ruckauf (PJ) | Menem/Ruckauf (PJ) | Bordón/Álvarez (FREPASO) | Bordón/Álvarez (FREPASO) | Massaccesi/Hernández (UCR) | Massaccesi/Hernández (UCR) | Otras fuerzas | Otras fuerzas | Blancos/Nulos/Dif. | Blancos/Nulos/Dif. | Participación | Participación |
| Provincia           | Votos              | %                  | Votos                    | %                        | Votos                      | %                          | Votos         | %             | Votos              | %                  | Votos         | %             |
| ------------------- | ------------------ | ------------------ | ------------------------ | ------------------------ | -------------------------- | -------------------------- | ------------- | ------------- | ------------------ | ------------------ | ------------- | ------------- |
| Buenos Aires        | 3.419.089          | 51,81              | 1.965.708                | 29,79                    | 916.912                    | 13,89                      | 297.350       | 4,51          | 297.863            | 4,32               | 6.896.922     | 84,00         |
| Capital Federal     | 842.365            | 41,71              | 899.230                  | 44,53                    | 215.382                    | 10,66                      | 62.605        | 3,10          | 47.522             | 2,30               | 2.067.104     | 81,70         |
| Catamarca           | 63.701             | 52,29              | 19.339                   | 15,88                    | 37.528                     | 30,81                      | 1.247         | 1,02          | 23.718             | 16,30              | 145.533       | 83,01         |
| Chaco               | 207.857            | 45,82              | 72.284                   | 18,03                    | 101.763                    | 29,88                      | 9.085         | 2,27          | 9.807              | 2,39               | 410.796       | 75,58         |
| Chubut              | 95.228             | 57,15              | 25.084                   | 15,05                    | 42.891                     | 25,74                      | 3.426         | 2,06          | 12.528             | 6,99               | 179.157       | 81,11         |
| Córdoba             | 752.704            | 48,15              | 324.746                  | 20,77                    | 451.719                    | 28,90                      | 34.059        | 2,18          | 98.263             | 5,91               | 1.661.491     | 83,78         |
| Corrientes          | 165.517            | 46,61              | 121.999                  | 34,36                    | 57.082                     | 16,08                      | 10.484        | 2,95          | 44.947             | 11,24              | 400.029       | 74,58         |
| Entre Ríos          | 272.819            | 46,15              | 146.086                  | 24,71                    | 157.112                    | 26,58                      | 15.105        | 2,56          | 25.065             | 4,07               | 616.187       | 85,20         |
| Formosa             | 85.227             | 49,42              | 29.022                   | 16,83                    | 53.778                     | 31,18                      | 4.431         | 2,57          | 4.825              | 2,72               | 177.283       | 73,34         |
| Jujuy               | 101.642            | 46,81              | 46.513                   | 21,42                    | 50.000                     | 23,03                      | 18.987        | 8,74          | 11.394             | 4,99               | 228.536       | 76,10         |
| La Pampa            | 77.506             | 50,39              | 37.032                   | 24,08                    | 34.892                     | 22,69                      | 4.377         | 2,85          | 12.276             | 7,39               | 166.083       | 87,99         |
| La Rioja            | 91.803             | 76,10              | 7.588                    | 6,29                     | 19.945                     | 16,53                      | 1.295         | 1,07          | 5.382              | 4,27               | 126.013       | 84,59         |
| Mendoza             | 376.972            | 51,69              | 246.924                  | 33,86                    | 88.657                     | 12,16                      | 16.715        | 2,29          | 62.813             | 7,93               | 792.081       | 85,37         |
| Misiones            | 180.571            | 50,31              | 30.655                   | 8,54                     | 138.583                    | 38,61                      | 9.143         | 2,55          | 9.301              | 2,53               | 368.253       | 76,56         |
| Neuquén             | 99.033             | 53,63              | 47.302                   | 25,61                    | 29.977                     | 16,23                      | 8.363         | 4,53          | 16.311             | 8,12               | 200.986       | 84,46         |
| Río Negro           | 99.230             | 44,01              | 36.183                   | 16,05                    | 84.172                     | 37,33                      | 5.893         | 2,61          | 11.480             | 4,84               | 236.958       | 83,20         |
| Salta               | 209.291            | 53,58              | 96.812                   | 24,79                    | 65.179                     | 16,69                      | 19.312        | 4,94          | 14.767             | 3,64               | 405.361       | 75,66         |
| San Juan            | 167.205            | 59,19              | 85.693                   | 30,34                    | 27.550                     | 9,75                       | 2.018         | 0,71          | 16.747             | 5,60               | 299.213       | 84,37         |
| San Luis            | 87.369             | 55,33              | 39.944                   | 25,30                    | 27.038                     | 17,12                      | 3.549         | 2,25          | 4.140              | 2,55               | 162.040       | 80,22         |
| Santa Cruz          | 41.666             | 58,08              | 16.342                   | 22,78                    | 12.374                     | 17,25                      | 1.361         | 1,90          | 3.397              | 4,52               | 75.140        | 81,00         |
| Santa Fe            | 744.576            | 46,94              | 593.965                  | 37,44                    | 199.473                    | 12,57                      | 48.258        | 3,04          | 51.949             | 3,17               | 1.638.221     | 81,94         |
| Santiago del Estero | 202.077            | 64,10              | 31.965                   | 10,14                    | 78.354                     | 24,85                      | 2.878         | 0,91          | 5.674              | 1,77               | 320.948       | 71,32         |
| Tierra del Fuego    | 21.509             | 61,19              | 7.892                    | 22,45                    | 4.639                      | 13,20                      | 1.114         | 3,17          | 1.211              | 3,33               | 36.365        | 73,30         |
| Tucumán             | 262.554            | 45,59              | 167.796                  | 29,13                    | 71.137                     | 12,35                      | 74.477        | 12,93         | 17.260             | 2,91               | 593.224       | 78,06         |
| Total               | 8.687.511          | 50,00              | 5.096.104                | 29,26                    | 2.956.137                  | 16,97                      | 655.532       | 3,77          | 808.640            | 4,44               | 18.203.924    | 82,08         |

## Consecuencias
Menem asumió su segundo mandato el 8 de julio de 1995. Sin embargo, las disposiciones impuestas por la reforma constitucional extendían este mandato hasta el 10 de diciembre de 1999, ya que el mandato original de Menem debería haber iniciado el 10 de diciembre de 1989, y se adelantó por el traspaso de mando anticipado de Raúl Alfonsín. A pesar de que algunos sectores del justicialismo sugirieron modificar la constitución para que el primer mandato de Menem no contara como tal y este pudiera presentarse a un tercer período, tanto la UCR como el FREPASO, e incluso varios diputados del PJ declararon públicamente que no apoyarían tal idea y la propuesta quedó en un punto muerto, pues era imposible permitir una segunda reelección de Menem sin el voto de una mayoría de dos tercios en ambas cámaras del Congreso.
Las primeras elecciones para Jefe de Gobierno y convencionales estatuyentes de la Ciudad Autónoma de Buenos Aires se realizaron el 30 de junio de 1996. El candidato de la UCR, Fernando de la Rúa, obtuvo una amplia victoria, mientras que el FREPASO quedó en segundo lugar y el PJ quedó relegado al tercer puesto. Tras la aplastante victoria del justicialismo en 1995, la UCR y el FREPASO, que hasta entonces habían mostrado una actitud abiertamente enfrentada y ni siquiera habían afirmado si se apoyarían o no en un eventual balotaje, se convencieron de que solo formando una coalición electoral podrían contrapersar al menemismo, lo que derivó en la fundación de la Alianza para el Trabajo, la Justicia y la Educación en 1997.